# Neoempheria muelleri
Neoempheria muelleri är en tvåvingeart som beskrevs av Edwards 1940. Neoempheria muelleri ingår i släktet Neoempheria och familjen svampmyggor. Inga underarter finns listade i Catalogue of Life.